# Mirrodin Assediato

Il logo del set

Mirrodin Assediato (in inglese Mirrodin Besieged) è un set di espansione del gioco di carte collezionabili Magic: l'Adunanza. In vendita in tutto il mondo a partire dal 4 febbraio 2011, è il secondo set di tre del blocco di Cicatrici di Mirrodin, che comprende anche Cicatrici di Mirrodin e Nuova Phyrexia.

## Ambientazione
(Sheoldred, La Bisbigliante)
L'ambientazione di questo set è, come per il precedente, il piano dimensionale metallico di Mirrodin. Qui l'antica piaga di Phyrexia, che si pensava ormai estirpata, si sta diffondendo sempre di più, e i pochi abitanti del piano rimasti in vita sono costretti ormai a una guerra totale per sopravvivere.

## Caratteristiche
Mirrodin Assediato è composta da 155 carte, stampate a bordo nero, così ripartite:
- per colore: 19 bianche, 19 blu, 19 nere, 19 rosse, 19 verdi, 2 multicolori, 46 incolori, 12 terre.
- per rarità: 60 comuni, 40 non comuni, 35 rare, 10 rare mitiche e 10 terre base.

Il simbolo dell'espansione è una combinazione composta dal simbolo di Phyrexia sovrapposto al simbolo dei mirran, e si presenta nei consueti quattro colori a seconda della rarità: nero per le comuni, argento per le non comuni, oro per le rare e bronzo per le rare mitiche.
Mirrodin Assediato è disponibile in bustine da 15 carte casuali e in 4 intro pack, che comprendono ciascuno una bustina da 15 carte casuali e un mazzo tematico precostituito da 60 carte:
- Grido di Guerra (rosso/bianco), mazzo della fazione mirran
- Mirromanzia (blu/rosso), mazzo della fazione mirran
- Inevitabile Destino (blu/nero), mazzo della fazione phyrexiana
- Sentiero della Rovina (verde/bianco), mazzo della fazione phyrexiana

### Prerelease
Mirrodin Assediato fu presentata in tutto il mondo durante i tornei di prerelease il 29 gennaio 2011, in quell'occasione vennero distribuite due speciali carte olografiche promozionali: l'Eroina di Rifugio delle Lame e Glissa, la Traditrice, che presentavano un'illustrazione alternativa rispetto alle carte che si potevano trovare nelle bustine. La carta che il giocatore riceveva variava in base alla fazione scelta per il prerelease: la prima per la fazione mirran e la seconda per la fazione phyrexiana.

### Ristampe
Nel set sono state ristampate le seguenti carte da espansioni precedenti:
- Furia di Phyrexia (presente nell'espansione Apocalisse, nella Decima Edizione del set base e nel set speciale Garruk vs. Liliana)
- Offerta Divina (presente nei set Leggende, Mirage, Chronicles e nella Quinta Edizione del set base)
- Solcacielo Leonid (presente nell'espansione Mirrodin e nella Nona Edizione del set base)

## Novità
Mirrodin Assediato approfondisce le tematiche presenti in Cicatrici di Mirrodin e introduce due nuove abilità per le carte. Inoltre in questo set viene presentata una nuova versione del viandante dimensionale Tezzeret.

### Nuove abilità

#### Grido di guerra
Quando una creatura con Grido di guerra attacca, la forza delle altre creature attaccanti prende un bonus di +1 fino alla fine del turno. Se più creature dotate di quest'abilità attaccano, l'effetto si accumula.

#### Arma vivente
È un'abilità degli equipaggiamenti. Quando un equipaggiamento con Arma vivente entra nel campo di battaglia, viene messa in gioco anche una pedina creatura Microbo nera con forza e costituzione pari entrambe a 0, e l'equipaggiamento viene ad essa automaticamente assegnato. Se la pedina muore, è ancora possibile equipaggiare l'artefatto ad altre creature, pagandone il costo di equipaggiamento.